# André Jullien (cardinal)
Pour les articles homonymes, voir André Jullien et Jullien.
André Damien Ferdinand Jullien (né le 25 octobre 1882 à Pélussin, dans le département de la Loire et mort le 11 janvier 1964 à Rome) est un prélat français de l'Église catholique romaine.

## Biographie
André Damien Ferdinand Jullien est le fils de Gabriel Jullien de Pommerol et de Marie-Claire Borel, ainsi que le petit-fils d'Alexandre Jullien. Il est l'oncle du RP Philippe de la Trinité et le grand-oncle de Claire de Castelbajac.
Ordonné prêtre à Lyon le 1er octobre 1905 pour le diocèse de Paris, André Jullien décroche un doctorat en droit canon à l'université pontificale du Latran à Rome.
En 1922, il est nommé juge de la Rote romaine et devient, en 1944, le doyen du collège de ces juges. Il est membre de la Congrégation pour les Saints-Sacrements, des Rites et des Ordres religieux; il est aussi juge au Tribunal suprême de la Signature apostolique.
Le pape Jean XXIII le crée cardinal en 1958. En 1962, il est ordonné évêque titulaire de Coron.